# 1207
| 1207               |
| ------------------ |
| Dødsfald - Fødsler |
|                    |

| Gregoriansk kalender | 1207 MCCVII             |
| Ab urbe condita      | 1960                    |
| Armensk kalender     | 656 ԹՎ ՈԾԶ              |
| Kinesiske kalender   | 3903 – 3904 丙寅 – 丁卯 |
| Etiopisk kalender    | 1199 – 1200             |
| Jødisk kalender      | 4967 – 4968             |
| Hindukalendere       |                         |
| - Vikram Samvat      | 1262 – 1263             |
| - Shaka Samvat       | 1129 – 1130             |
| - Kali Yuga          | 4308 – 4309             |
| Iransk kalender      | 585 – 586               |
| Islamisk kalender    | 603 – 604               |

Konge i Danmark: Valdemar Sejr 1202-1241
Se også 1207 (tal)

## Født
- 30. september – Jalal ad-Din Rumi, iransk digter og sufi-mystiker.
- 1. oktober – Henrik 3. af England.

## Bøger
- Øm Klosters Krønike påbegyndes.